# Thomas Withers Chinn
Thomas Withers Chinn (* 22. November 1791 bei Cynthiana, Kentucky; † 22. Mai 1852 im West Baton Rouge Parish, Louisiana) war ein US-amerikanischer Politiker. Zwischen 1839 und 1841 vertrat er den Bundesstaat Louisiana im US-Repräsentantenhaus.

## Werdegang
Thomas Chinn besuchte die öffentlichen Schulen seiner Heimat. Zeitweise wurde er auch von seinem Vater unterrichtet. Zu Beginn des Britisch-Amerikanischen Krieges von 1812 war er bis Oktober 1812 Soldat in einer Freiwilligeneinheit aus Kentucky. Danach arbeitete er bis 1813 als Ladenangestellter in Cynthiana. Anschließend zog er nach Woodville in Mississippi, wo er im Handel tätig wurde. Außerdem studierte er Medizin. Nach seiner Zulassung als Arzt praktizierte er um das Jahr 1817 in St. Francisville (Louisiana). Nach einem Jurastudium und seiner im Jahr 1825 erfolgten Zulassung als Rechtsanwalt begann er ebenfalls in St. Francisville in seinem neuen Beruf zu arbeiten. Im Jahr 1826 wurde Chinn zum Richter im West Feliciana Parish ernannt. Im Jahr 1831 bezog er die Cypress-Hall-Plantage in der Nähe von Baton Rouge. Dort arbeitete er als Zuckeranbauer. Gleichzeitig praktizierte er aber auch als Anwalt.
Politisch war Chinn Mitglied der Whig Party. Bei den Kongresswahlen des Jahres 1838 wurde er im zweiten Wahlbezirk von Louisiana in das US-Repräsentantenhaus in Washington, D.C. gewählt. Dort trat er am 4. März 1839 die Nachfolge von Eleazer Wheelock Ripley von der Demokratischen Partei an. Da er im Jahr 1840 auf eine weitere Kandidatur verzichtete, konnte er bis zum 3. März 1841 nur eine Legislaturperiode im Kongress absolvieren.
Am 5. Juni 1849 wurde Thomas Chinn von Präsident Zachary Taylor zum Botschafter der Vereinigten Staaten im damaligen Königreich beider Sizilien ernannt. Dieses Amt konnte er aber aus gesundheitlichen Gründen nicht mehr antreten. Er starb am 22. Mai 1852 auf seiner Plantage nahe Baton Rouge.